# Loser like Me
"Loser Like Me" é uma canção interpretada pelo elenco da série de televisão americana Glee, extraído do seu sexto álbum da trilha sonora, Glee: The Music, Volume 5. A canção foi escrita por Adam Anders, Max Martin, Åström Peer, Savan Kotecha e Johan Schuster. Adam Anders e Max Martin produziram a canção e mais outra faixa original da série, "Get It Right" ". Estas foram as duas primeiras canções originais lançadas pela série. A canção foi seu primeiro single oficial, enviado para as estações de rádio americas em 1 de março de 2011. 
Lea Michele e Cory Monteith dividem os vocais principais da canção, com Lea cantando o refrão e um verso e Cory um outro verso.

## Antecedentes
Em 23 de fevereiro de 2011, foi anunciado que Glee, pela primeira vez, apresentaria duas canções originais, intituladas "Loser Like Me" e "Get It Right". O produtor Adam Anders disse que a canção seria o novo hino da série, depois de "Don't Stop Believin'".
"Loser Like Me" foi lançada no iTunes nos Estados Unidos em 15 de março de 2011.

### Impacto nas estações de radio
"Loser Like Me" tornou-se o primeiro single de Glee a ser enviado para as rádios, em 1 de março de 2011.
A faixa também foi lançada em outros países, como Brasil, Portugal e Reino Unido.

## Paradas musicais
| Parada (2011)                 | Melhor posição |
| ----------------------------- | -------------- |
| Australian ARIA Singles Chart | 15             |
| Canadian Hot 100              | 9              |
| Billboard Hot 100             | 6              |
| Irish Singles Chart           | 23             |